# Báo cáo Ủy ban 11/9

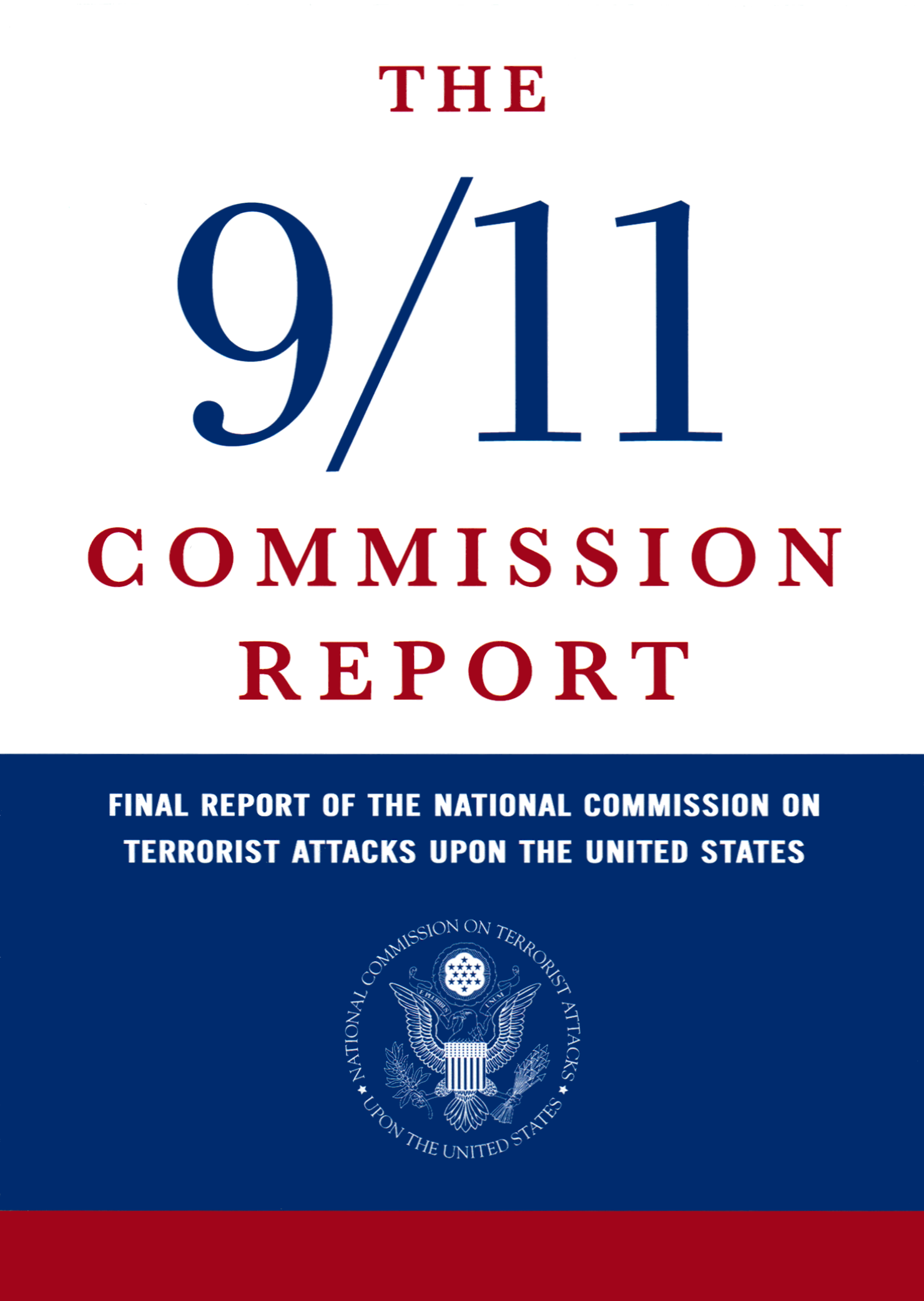
Bìa bản báo cáo cho việc tải xuống trên mạng.

Báo cáo Ủy ban 11/9, hay chính thức là Báo cáo cuối cùng của Ủy ban quốc gia về các cuộc tấn công khủng bố vào Hoa Kỳ , là báo cáo chính thức về Sự kiện 11 tháng 9. Báo cáo này được Ủy ban 11/9 biên soạn và phát hành bởi chính phủ, do yêu cầu của Tổng thống Hoa Kỳ George W. Bush và Quốc hội.
Báo cáo dài 585 trang này ban đầu được lên lịch phát hành vào ngày 27 tháng 5 năm 2004, nhưng Chủ tịch Hạ viện Dennis Hastert đã chấp thuận yêu cầu gia hạn sáu mươi ngày của Ủy ban cho đến ngày 26 tháng 7. Báo cáo được phát hành vào ngày 22 tháng 7 năm 2004, ngay lập tức cho công chúng và vẫn có sẵn để bán hoặc tải xuống miễn phí.